# FC Sirens
Der Sirens Football Club ist ein maltesischer Fußballverein aus San Pawl il-Baħar.

## Geschichte
Der Verein wurde 1968 gegründet. Die Mannschaft stieg 2019 erstmals in die Maltese Premier League auf. Bereits in der ersten Saison qualifizierte sich die Mannschaft für die 1. Qualifikationsrunde der UEFA Europa League.

## Erfolge
- Maltesische Zweitligameisterschaft: 2018/19

## Europapokalbilanz
| Saison  | Wettbewerb         | Runde                  | Gegner     | Gesamt | Hin     | Rück    |
| ------- | ------------------ | ---------------------- | ---------- | ------ | ------- | ------- |
| 2020/21 | UEFA Europa League | 1. Qualifikationsrunde | ZSKA Sofia | 1:2    | 1:2 (A) | 1:2 (A) |

Gesamtbilanz: 1 Spiele, 1 Niederlage, 1:2 Tore (Tordifferenz −1)